# Roger Martí Salvador
Roger Martí Salvador, noto solo come Roger (Torrent, 3 gennaio 1991), è un calciatore spagnolo, attaccante del Cadice.

## Carriera
Dal 2011 al 2013 ha giocato in massima serie con il Levante: 2 presenze il primo anno e 15 il secondo.
Il 2 luglio 2023 firma un contratto triennale con il Cadice.

## Palmarès

### Club
- Segunda División: 1

Levante: 2016-2017